# 维勒舍内沃
维勒舍内沃（法語：Villechenève，法語發音：[vilʃənɛv]）是法国罗讷省的一个市镇，属于里昂区。

## 地理
维勒舍内沃（45°48'46"N, 4°24'22"E）面积14.15 平方千米，位于法国奥弗涅-罗讷-阿尔卑斯大区罗讷省，该省份为法国中东部省份，北起顺时针与索恩-卢瓦尔省、安省、里昂大都会、伊泽尔省和卢瓦尔省接壤。
与维勒舍内沃接壤的市镇（或旧市镇、城区）包括：阿富、帕尼西耶尔、维奥莱、蒙特罗捷。

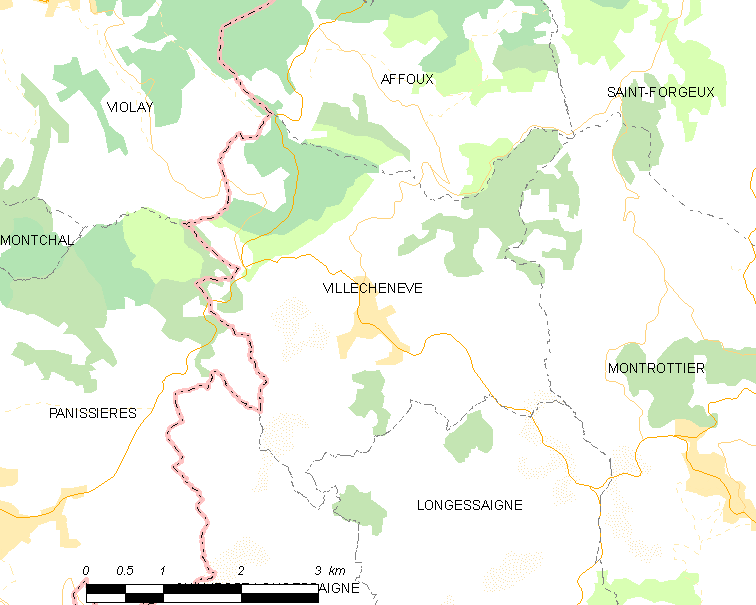
维勒舍内沃的OSM定位图

维勒舍内沃的时区为UTC+01:00、UTC+02:00（夏令时）。

## 行政
维勒舍内沃的邮政编码为69770，INSEE市镇编码为69263。

## 政治
维勒舍内沃所属的省级选区为拉尔布雷勒县。

## 人口

1962-2008年间维勒舍内沃人口变化图示

维勒舍内沃于2022年1月1日时的人口数量为908人。